# Făgețel (okręg Bacău)
Făgețel – wieś w Rumunii, w okręgu Bacău, w gminie Itești. W 2011 roku liczyła 7 mieszkańców.